# 中尼科巴语支
中尼科巴语支是尼科巴群岛尼科巴语支下的一群语言，使用者约有1万人(据2001年人口普查)。除德林格德岛外，其他三个岛的语言均不能互通，因此被视作是不同的语言：
- 楠考里语
- 格莫尔达语
- 卡彻尔语